# Jericó (Paraíba)
Pour les articles homonymes, voir Jericó.
Jericó est une ville brésilienne du nord-ouest de l'État de la Paraíba.
Sa population était estimée à 7 825 habitants en 2007. La municipalité s'étend sur 179 km2.